# Naturschutzgebiet Hasenkamp und Junkersbeck
Das Naturschutzgebiet Hasenkamp und Junkersbeck liegt im Stadtgebiet der kreisfreien Stadt Wuppertal, westlich der Bebauung des Stadtteils Nächstebreck-Ost. Es erstreckt sich von der A46 im Norden entlang der ehemaligen Bahnlinie, die nun unter der Bezeichnung Nordbahntrasse ein beliebter Fahrradweg ist, bis an die Straße Junkersbeck im Süden. Die Abgrenzung des NSG umfasst den Bahndamm mit Tunneleinschnitt, die angrenzenden Wald- und Grünlandflächen entlang des Hasenkamper Bachs und den Unterlauf der Junkersbeck, erweitert um den Wald-/Grünlandkomplex bei Hasenkamp.

## Beschreibung
Das rund 45 ha große Naturschutzgebiet steht seit 2005 durch rechtskräftigen Landschaftsplan unter Naturschutz und trägt die Kennnummer W-021.
Das Landesamt für Natur, Umwelt und Verbraucherschutz in NRW beschreibt das Gebiet in seiner Fachinformation wie folgt:

„Im Norden ist die alte Trasse tief eingeschnitten und wird von einem Robinienhangwald begleitet, am Fuße der Böschung verlaufen Gräben. Der Anschnitt der östlichen Böschung zeigt ein Profil durch die Quarzit-Folge des Namur B, floezleeres Oberkarbon. Nach Norden schließt sich eine Tunnelanlage an, die teilweise verschlossen wurde und jetzt ein wichtiges Fledermausquartier aufweist. Oberhalb des Tunneleingangs entlang der A46 wächst ein alter Eichen-Buchemischwald. Am Südrand des Waldes verläuft der naturnahe Hasenbecker Bach, z.T. mit Steilufer. Der Bach stürzt am Gleiseinschnitt befestigt den Hang hinunter und verläuft anschließen begradigt in einem Graben entlang der alten Trasse. Im Mittelteil des NSG schließt sich östlich an die Bahntrasse ein streifiger Komplex aus Waldparzellen (Eichenwald, Buchenwald, Birkenwald), brachliegenden Feucht- und Nasswiesen sowie noch genutzten, großflächigen Fettwiesen. Eingestreut in die Waldbereiche sind Gartenland und Stangenholzbestände verschiedener Baumarten. Südlich schließt sich eine Talmulde an. Der Hasenbecker Bach verlässt den Graben und entwässert leicht mäandrierend in S-SO-Richtung; an seinem Ufer befindet sich ein geschlossener Erlensaum. Östlich des Baches liegen extensiv genutzte Feuchtwiesen und Feuchtwiesenbrachen, reich an Binsen und weiteren Feuchtezeigern. Die Brache ist quellig durchsickert.(…) Der Hasenbecker Bach mündet in den Junkerbeck und wird in Grünlandkomplexen liegend von Erlen, Eschen und Weiden begleitet. Der Bach unterquert die alte Bahntrasse und fließt nun in westlicher Richtung am Rande von Grünlandbrachen und Fettweiden. Hier wachsen am Straßenrand einige alte Kopfbäume.“

Das Naturschutzgebiet ist Heimat zahlreiche Amphibien und Reptilien. Feuersalamander, Bergmolch und Grasfrosch leben in den feuchteren Gebieten und Feuersalamander, Waldeidechse und Blindschleiche nutzen auch den Bahndamm als Refugium. Bei den Vogelarten sind das Vorkommen des Steinkauzes und der Dorngrasmücke bemerkenswert. Der Nordbahntunnel ist ein bedeutendes Ganzjahresquartier für Fledermäuse. Zum Schutz der störungsempfindlichen Tiere gilt für die östliche Röhre ein Betretungsverbot. Sie ist daher zugemauert. Die Kartierung (2010) ergab, dass die Arten Braunes Langohr, Grosse Bartfledermaus, Großes Mausohr Teichfledermaus, Wasserfledermaus und Zwergfledermaus heimisch sind. Durch zusätzliche Verbesserungen der Fledermausquartiere in den beiden Tunnelröhren, insbesondere auch durch die reduzierte Beleuchtung in den Wintermonaten, ist der Bestand der Fledermäuse durch die Nutzung des West-Tunnels als Fahrradtrasse nicht gravierend nachteilig verändert, wie in zwei Fledermausmonitorings nachgewiesen wurde.

## Schutzziele
Schutzziele sind:
- Erhaltung und Entwicklung der vorhandenen Biotopkomplexe als Refugial und Regenerationsraum für Tier- und Pflanzenarten eines reich strukturierten Ausschnitts der alten Kulturlandschaft der Grafschaft Mark mit Vorkommen einer artenreichen Wirbeltierfauna,
- Erhaltung des Bahndammes als Vernetzungsstruktur für wärmeliebende Tier- und Pflanzenarten sowie zur Erhaltung des Tunnels als Fledermausquartier,
- Erhaltung naturnaher Fließgewässer mit typischer Fließgewässerbiozönose, begleitendem Feucht- und Nassgrünland, Quellen, Quellbächen und Feuchtbrachen, naturnahen Ufergehölzen aus Erlen und Kopfweiden, sowie kleinen Waldbeständen mit Alt- und Totholzstrukturen und
- Erhaltung aus landeskundlichen sowie erdgeschichtlichen Gründen, wegen der besonderen Eigenart der kulturhistorisch bedingten Nutzungsstrukturen mit alter Bahntrasse und Tunnel, einem geologischen Naturdenkmal der Karbonzeit und der streifigen Parzellenaufteilung unterschiedlicher Nutzung.[1]

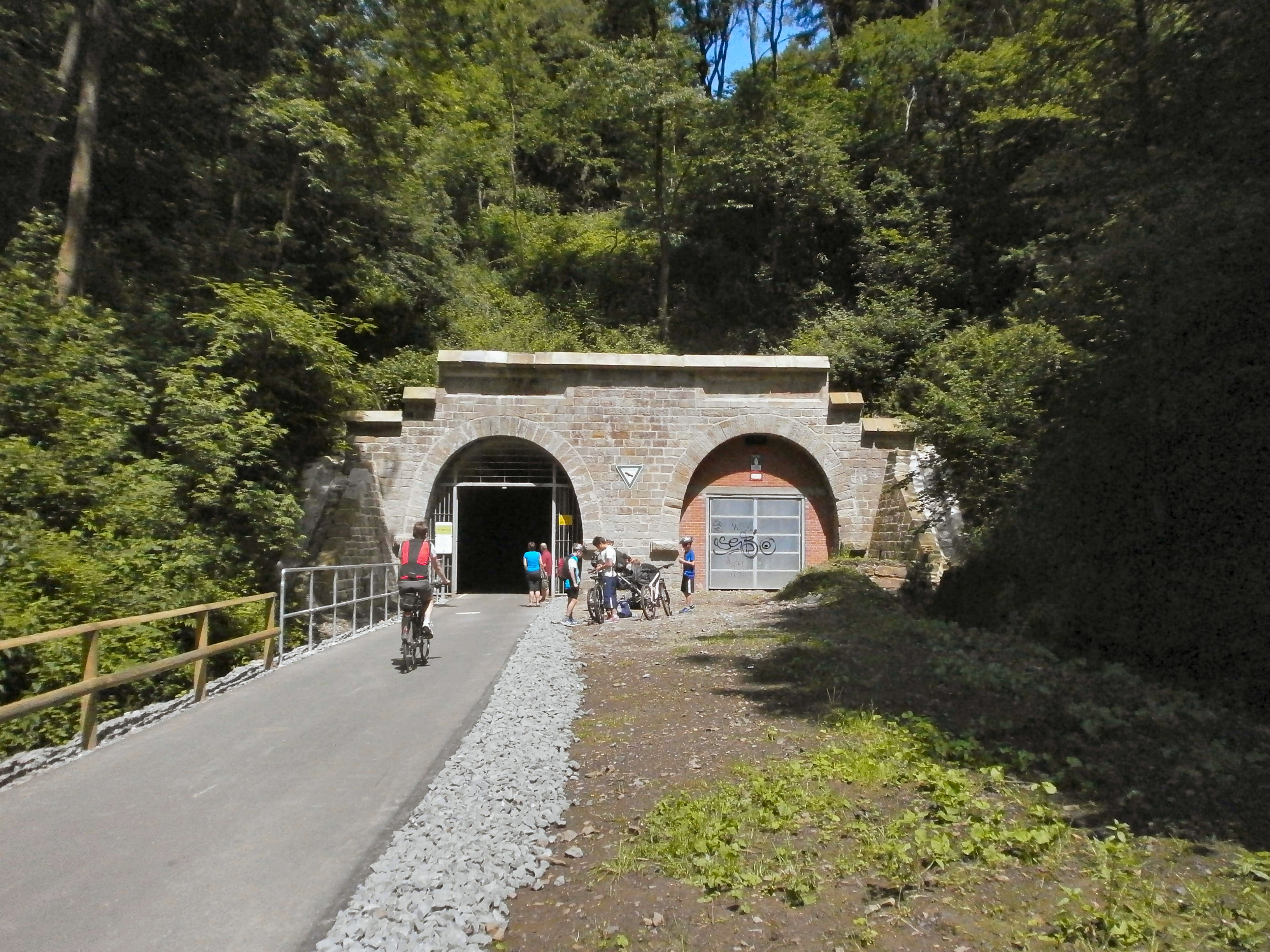
Nordbahntrassen-Tunnel – die östl. Tunnelröhre (rechts im Bild) ist zum Schutz der Fledermäuse gesperrt
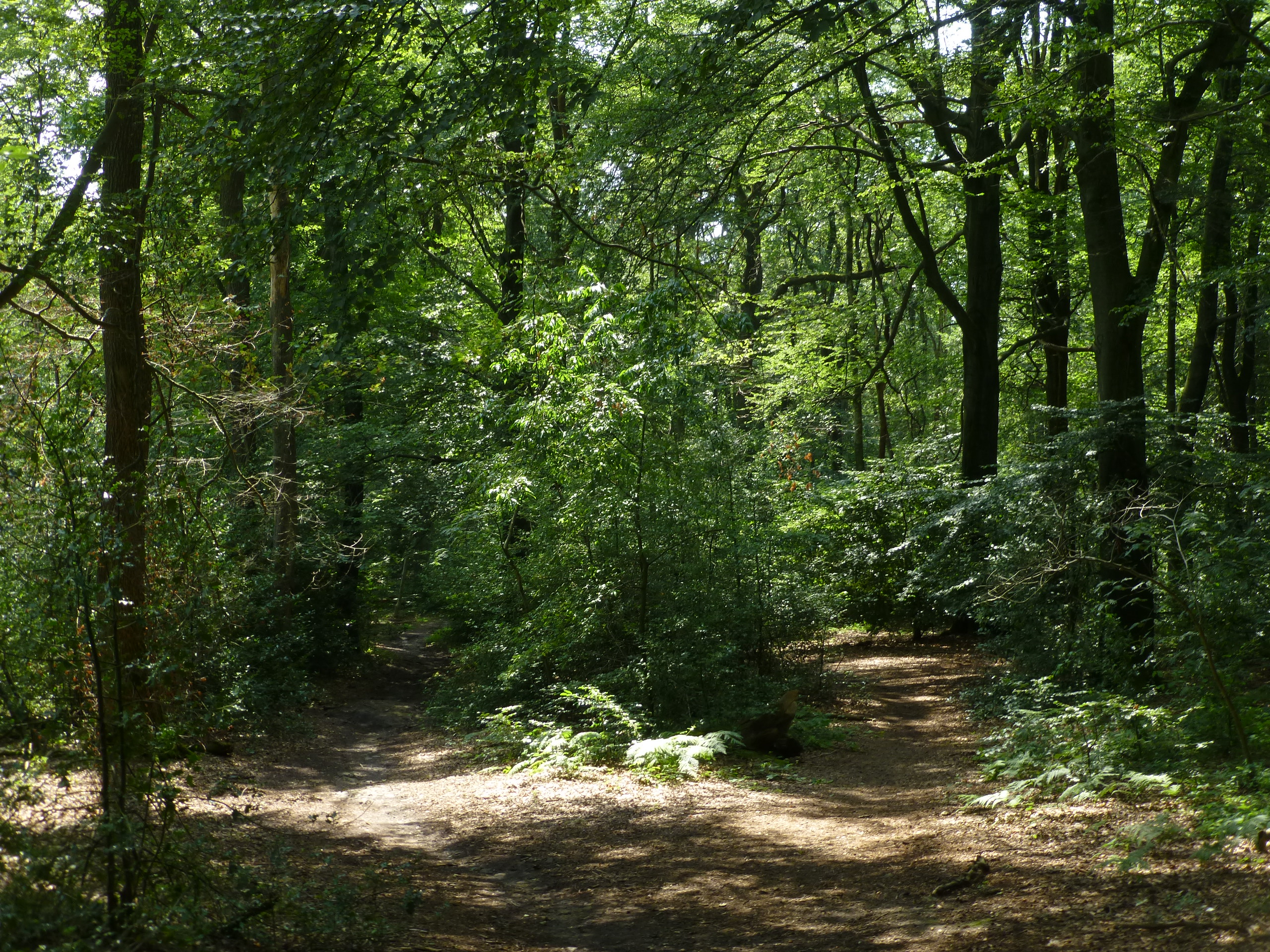
Wald bei Hasenkamp
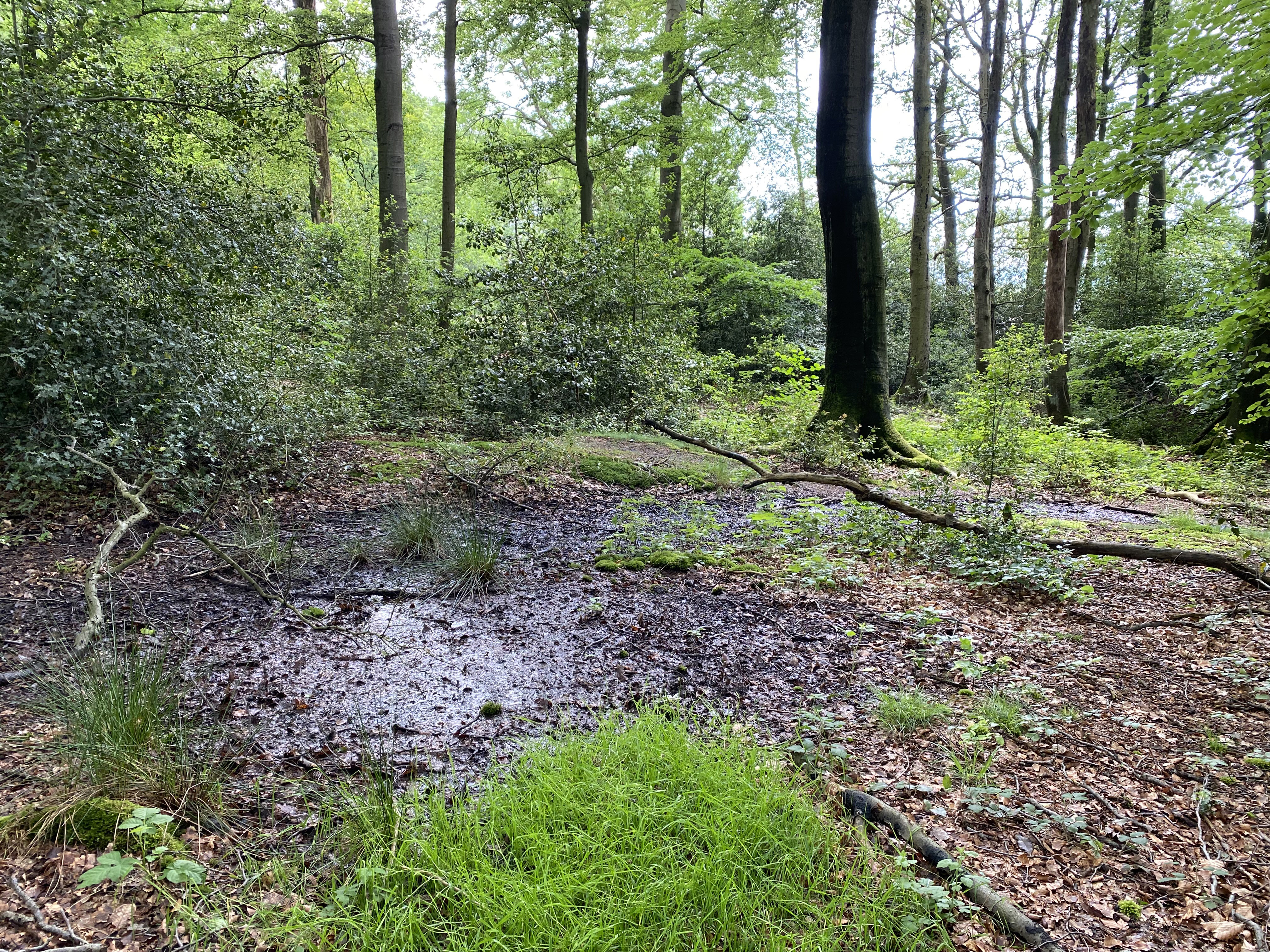
Quellaustritt im Wald bei Hasenkamp
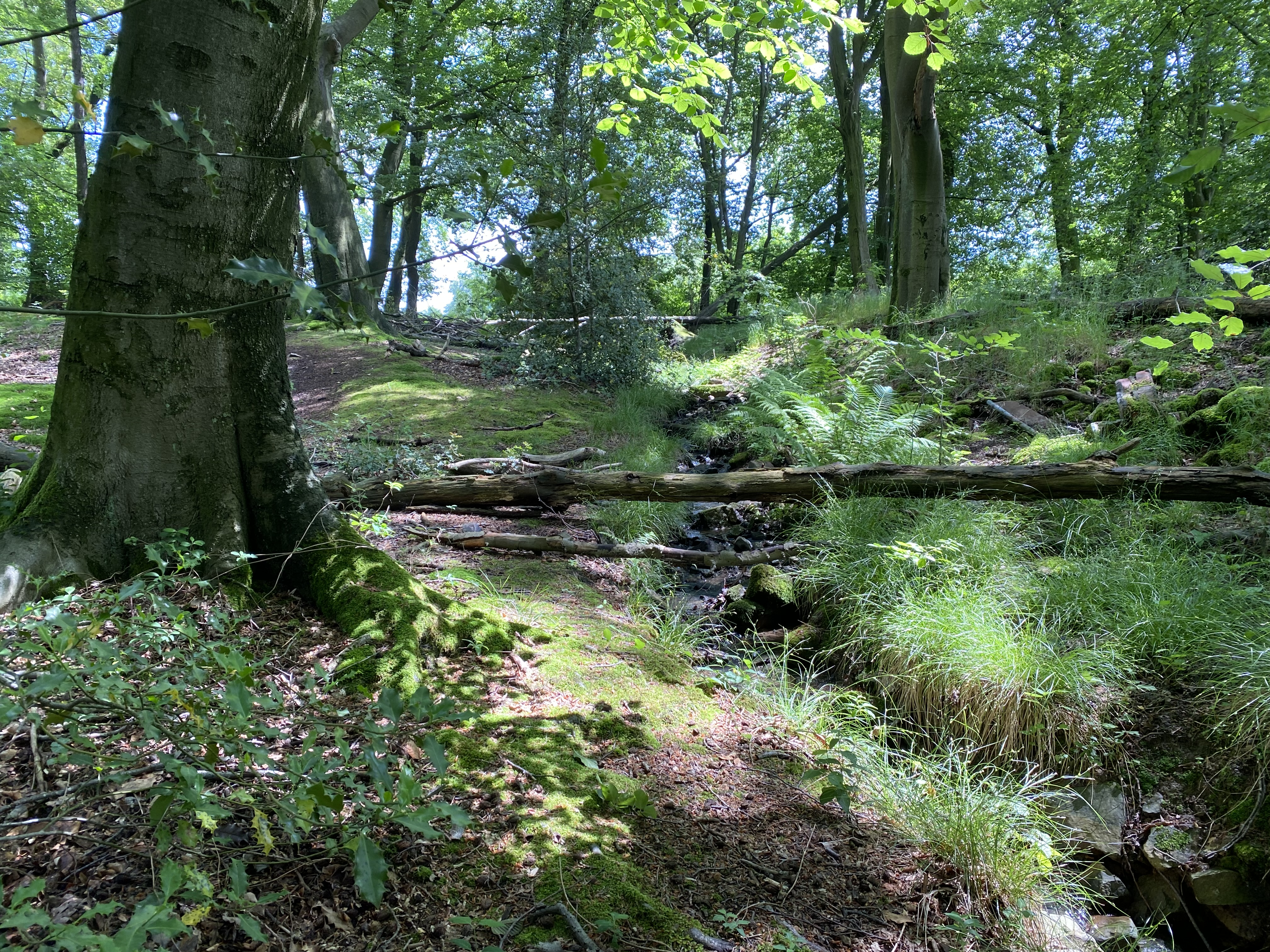
Waldstück Im Kattenbrauke
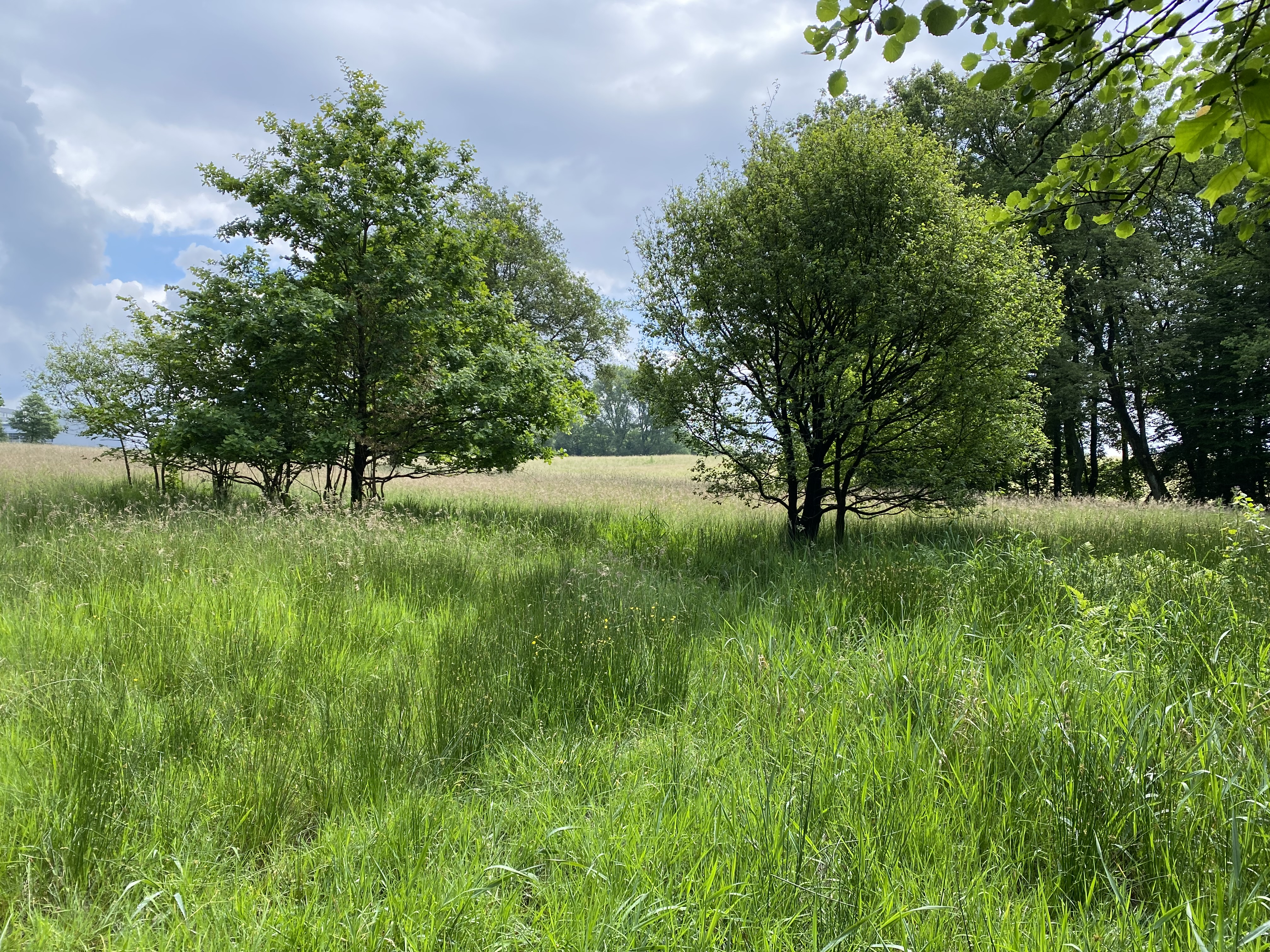
Offene Wiesenlandschaft Im Kattenbrauke
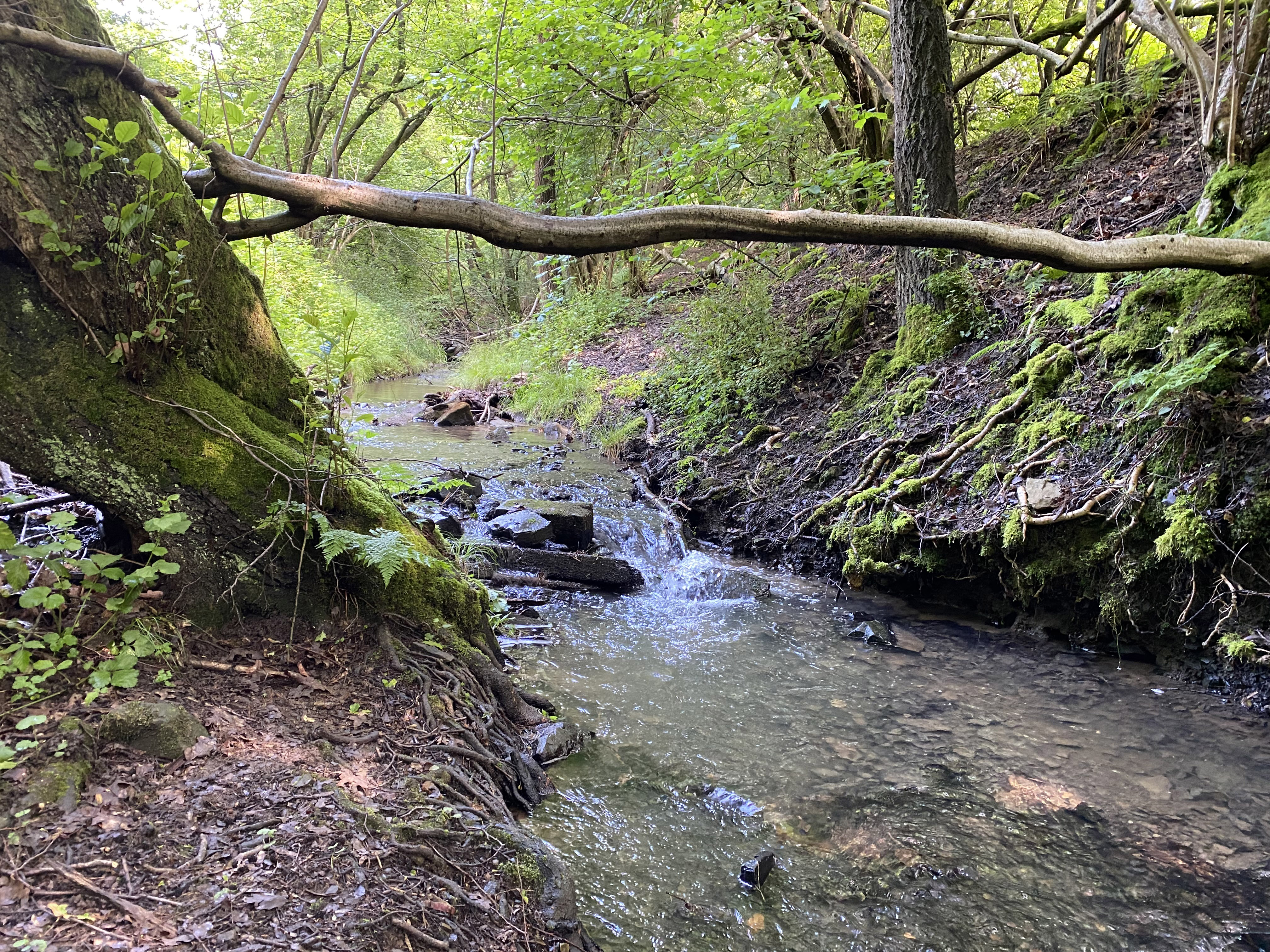
Die Junkersbeck an der Nordbahntrasse
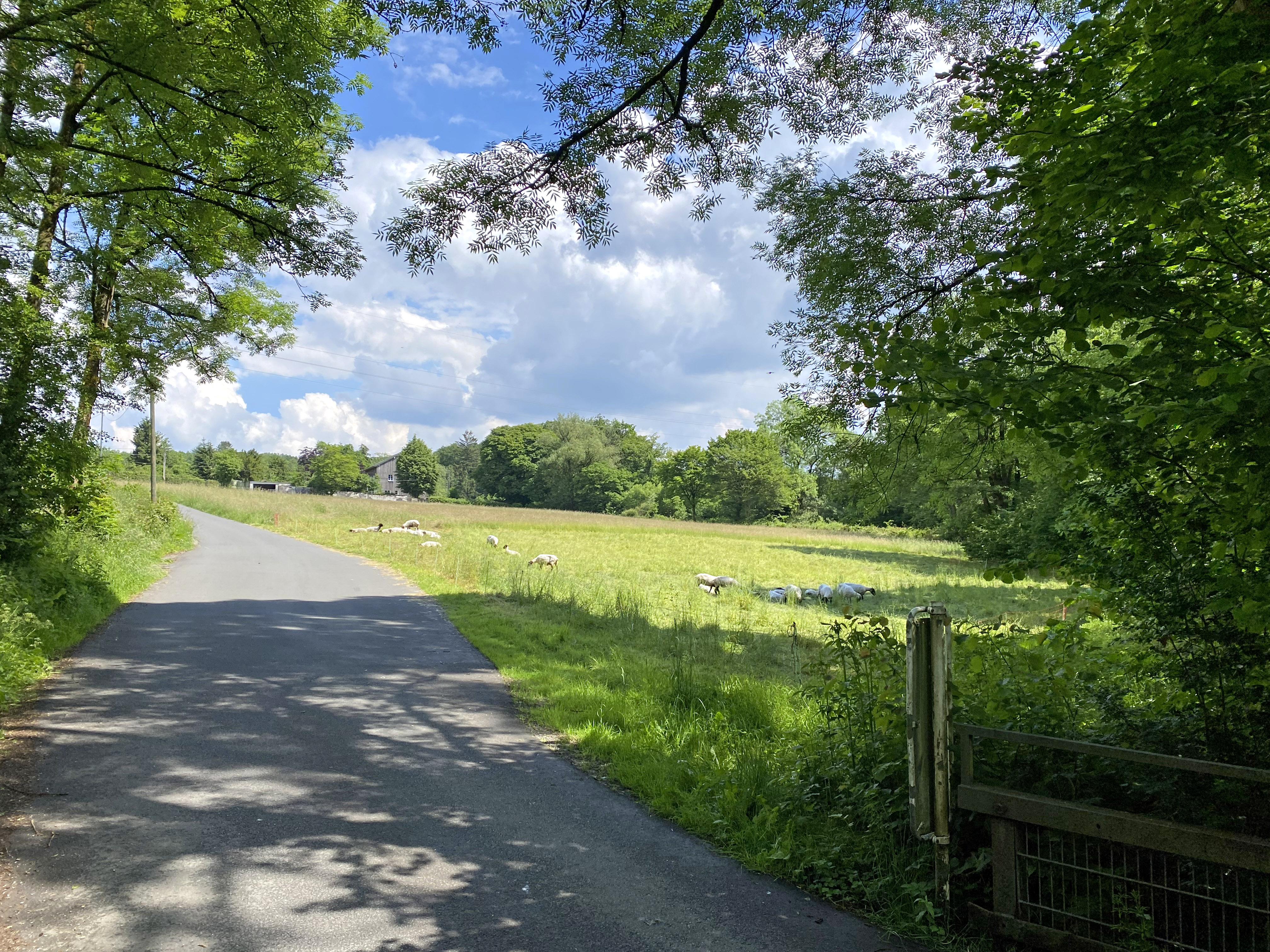
Schafweide an der Straße Bracken
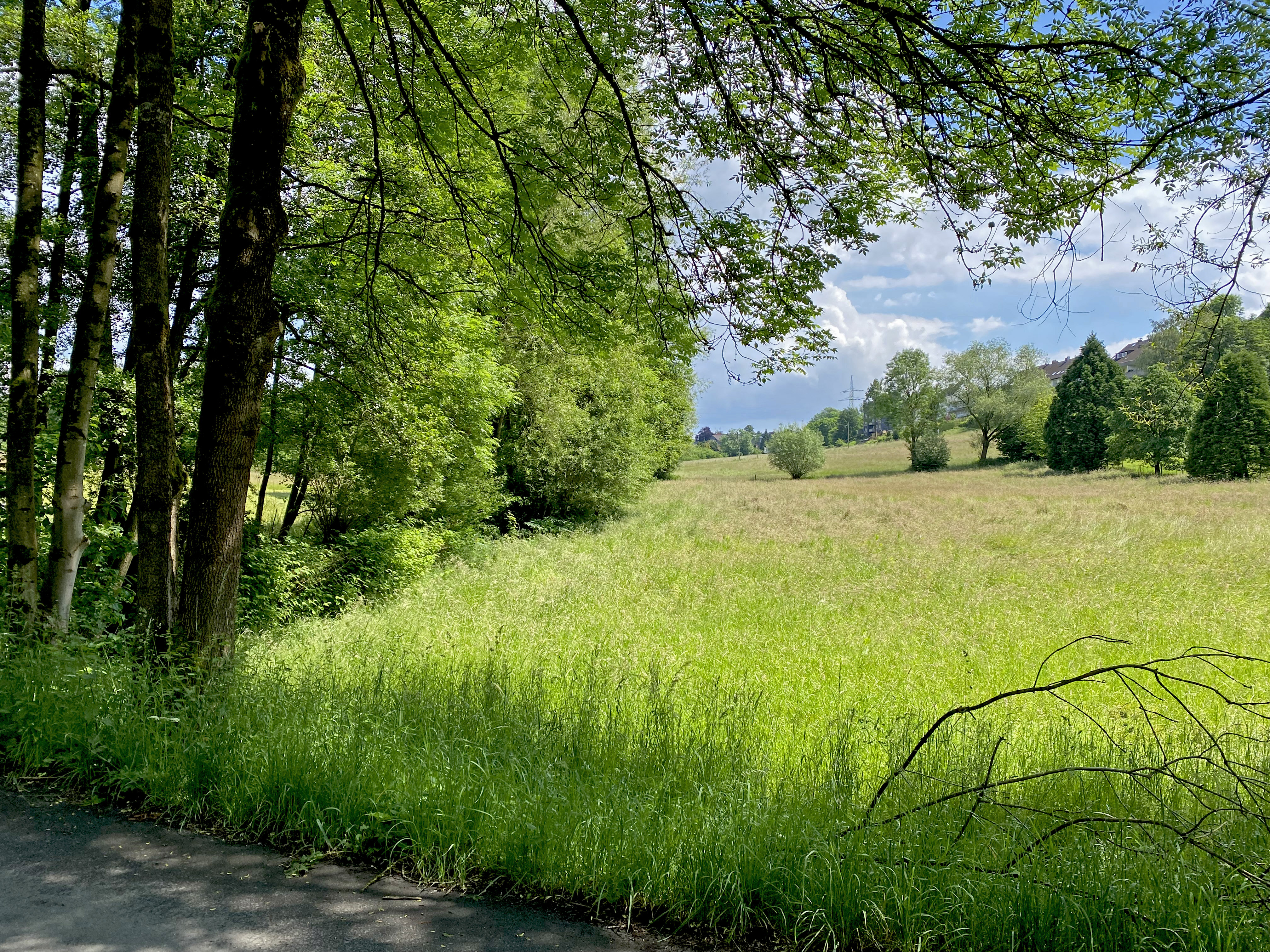
Junkersbeck fließt begleitet von Ufergehölz durch Weiden
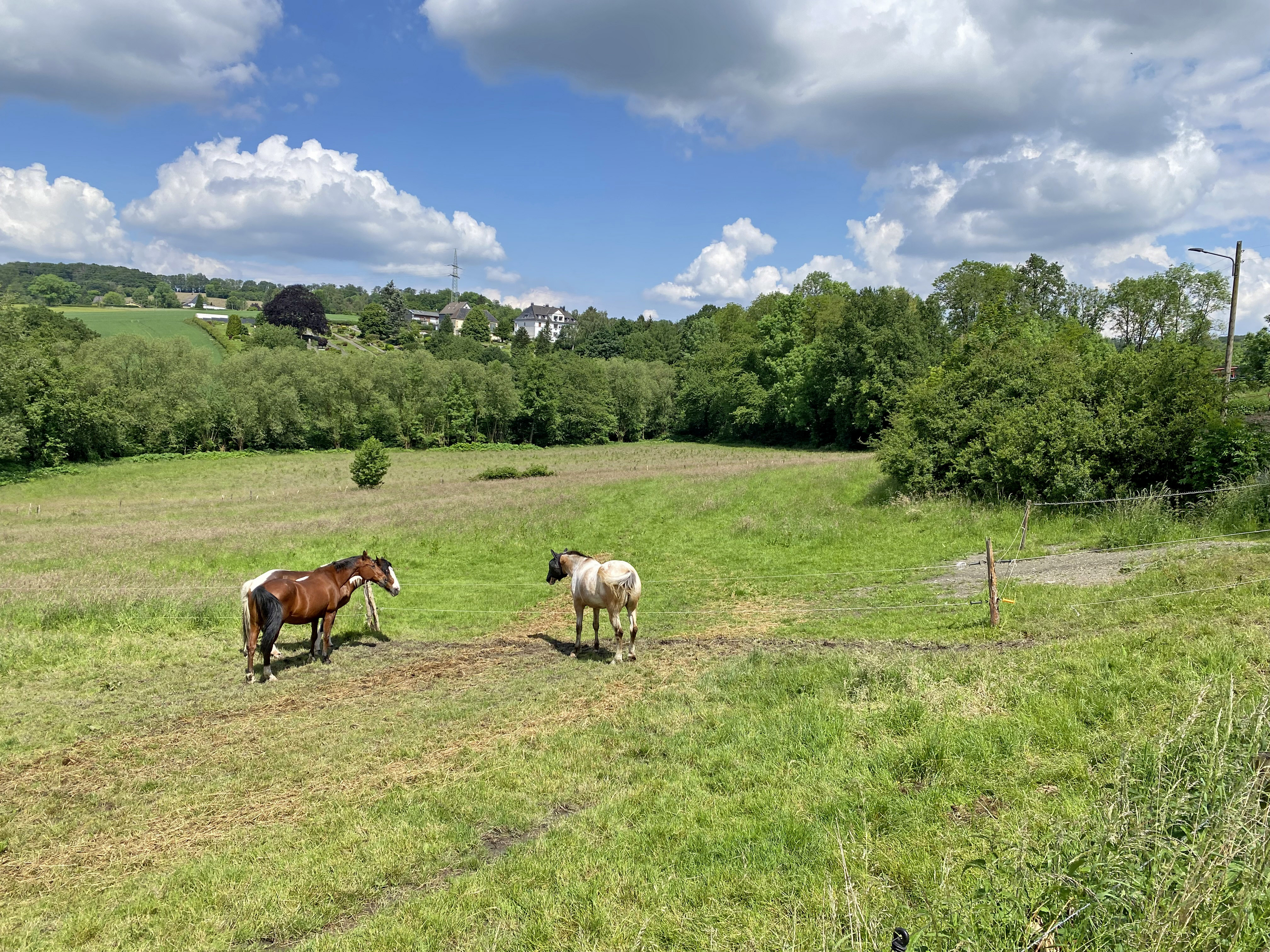
Pferdeweide oberhalb des Bachtales der Junkersbeck
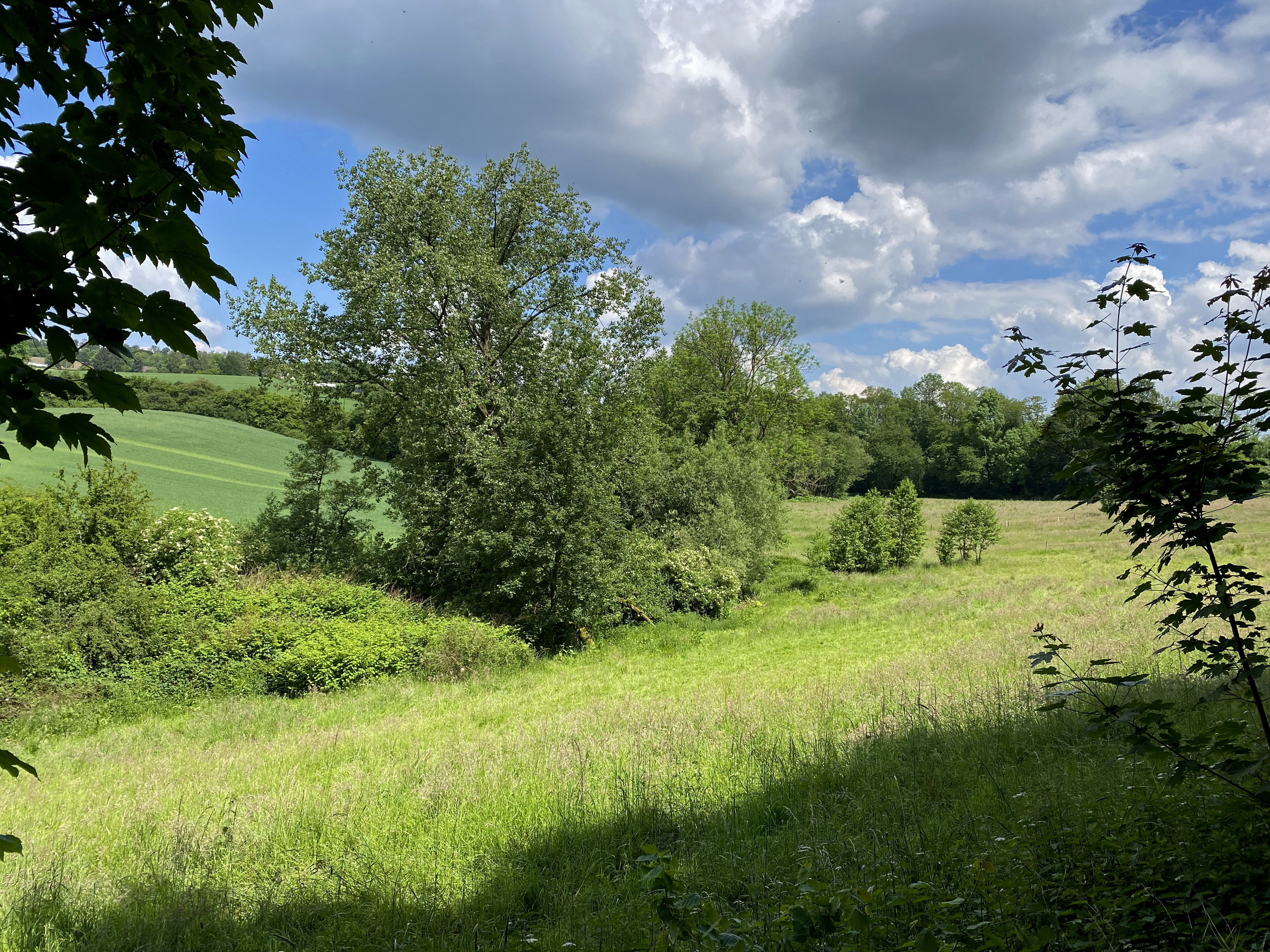
Unteres Bachtal der Junkersbeck
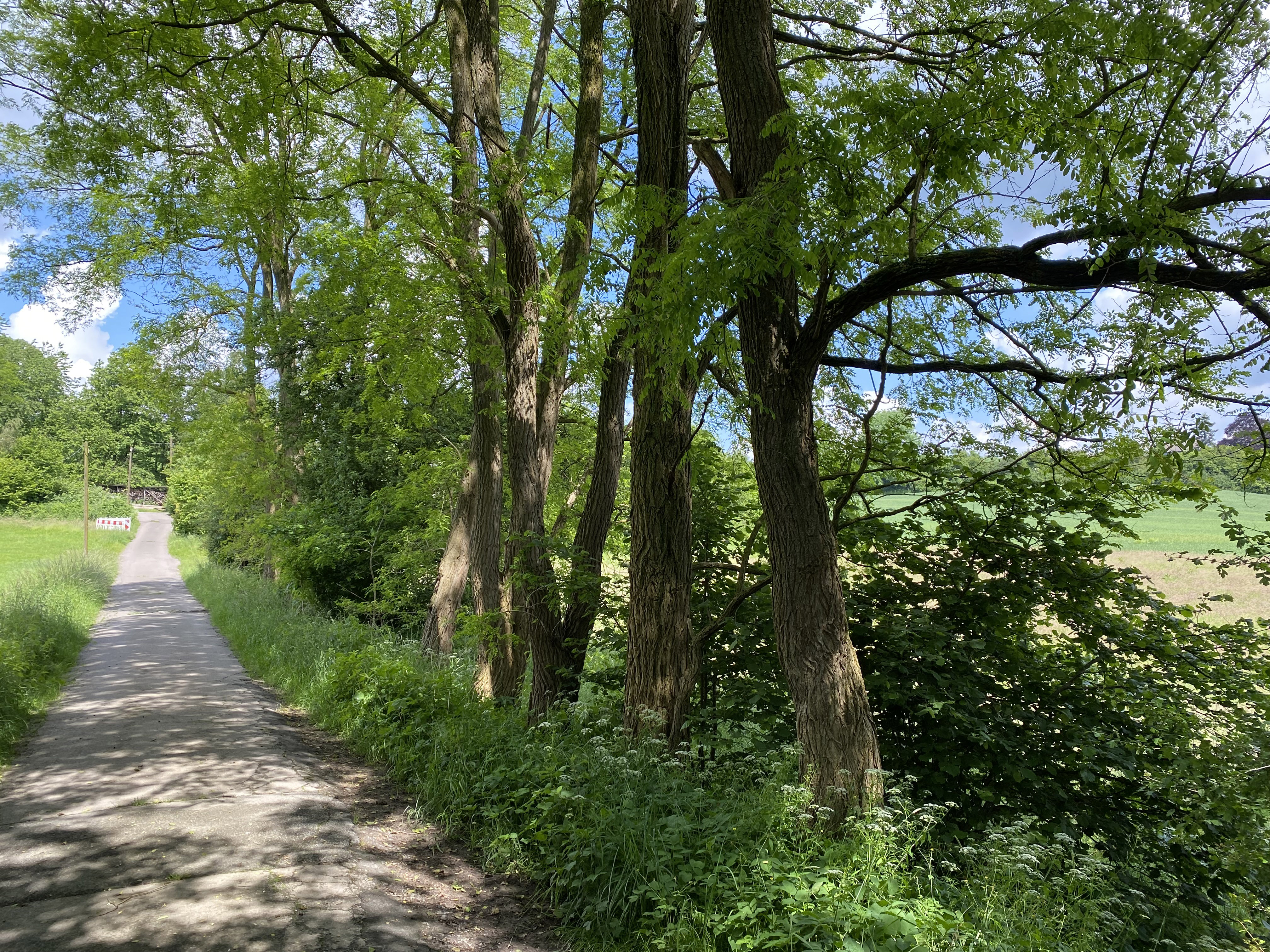
Weg über den Bach Junkersbeck zum gleichnamigen Hof